# Taxlberg
Taxlberg ist ein Ort im Traunviertel in Oberösterreich wie auch
Ortschaft der Gemeinden Steinhaus und Steinerkirchen an der Traun im Bezirk Wels-Land.

## Geographie
Der Taxlberg befindet sich etwa 8 Kilometer südlich von Wels, etwa in der Mitte zwischen Steinhaus, Steinerkirchen und Sattledt, je 4 Kilometer entfernt.
Er liegt im Traun-Enns-Riedelland auf Höhen um die 380 m ü. A. am Riedeln zwischen Aiterbach (bei Wels zur Traun) im Osten und Dambach (Schalbach, bei Steinhaus zum Aiterbach) im Westen.
Der Ort Taxlberg selbst sind knapp ein Dutzend Häuser oberhalb des Aiterbachs, rund um die Kirche.
Die Ortschaft, als zerstreute Häuser klassiert, erstreckt sich auf etwa 2½ km, und umfasst etwa 50 Gebäude mit knapp 200 Einwohnern. Zum Ortschaftsgebiet gehören auch – Nord nach Süd – die Weiler Schörgendorf und Dorf, einige Häuser auf der anderen Bachseite an der Straße nach Matzelsdorf, und die Einzellage Großschachinger, sowie die Bergerhäuser am Aiterbach.
Oberhalb der letzteren liegt noch ein Haus (Hnr. 25), das schon zum Gemeindegebiet Steinerkirchen gehört, und dort eine eigene Ortschaft bildet.
Der Ort liegt im Prinzip direkt an der A8 Innkreis Autobahn/Welser Westspange, ist aber durch einen Lärmschutztunnel, der direkt östlich des Orts beginnt, vor Beeinträchtigung geschützt. Die L1242 Eberstalzeller Straße (B138 bei den Pfennigmairhäusern – Eberstalzell – Vorchdorf) verläuft durch den Ort.
Der Gemeindehauptort Steinhaus hat eine Haltestelle der Almtalbahn.
Nachbarorte und -ortschaften:
| Oberschauersberg (O, Gem. Steinhaus)                   | Steinhaus (O, Gem. Steinhaus) Dorf (Gem. Steinhaus) | Matzelsdorf (Gem. Steinhaus)                                    |
|                                                        | Kompassrose, die auf Nachbargemeinden zeigt         | Straß (Gem. Steinhaus) Oberhart (O, Gem. Steinhaus u. Sattledt) |
| Spanedt (Gem. Fischlham) Forstberg (O, Gem. Fischlham) | Hammersedt (O, Gem. Steinerkirchen a.d.T.)          | Siebmaiern (Gem. Steinhaus)                                     |

## Geschichte
Im Raum ist frühgeschichtliche Besiedlung belegt (Hortfund bei Giering), zur Römerzeit gehört er zum Umland von Ovilava/Wels, Provinz Noricum (Römische Münze in der Kirchenmauer, Villa Traunleiten).
Nach dem Hunneneinfall und in der Völkerwanderungszeit geht die Bevölkerung zurück. Der Raum ist schon im 8. Jahrhundert bairisch besiedelt. Während der Ungarneinfälle im frühen 10. Jahrhundert ist er wieder bedroht. Zu der Zeit streiten sich die Grafen von Lambach mit dem Stift Kremsmünster um die Gegend am Harter Wald (Reste im Schachenwald erhalten, Vergleich 992/993).
Die Nikolokirche wurde 1108 geweiht (Inschrift).

1299 sind dann schon 11 Gehöfte urkundlich.
Ursprünglich im Ostteil des Herzogtums Bayern im Traungau liegend, gehörte der Ort seit dem 12. Jahrhundert zum Herzogtum Österreich. Seit 1490 wird er dem Fürstentum Österreich ob der Enns zugerechnet.
Taxlberg gehört seit dem Mittelalter zur Pfarre Steinhaus (Filiale 1784), seit der mittleren Neuzeit im Distrikt Steinhaus, Die landestypischen Vierkanter finden sich zahlreich wie schon vor 200 Jahren. Das Steinerkirchner Gehöft wird um 1830 als Zwickledt genannt,
und gehört bis heute zur Pfarrei Steinhaus, also dem Dekanat Wels-Land.
Ab 1851 (Schaffung der Ortsgemeinden nach 1848/49) gehörte Taxlberg zur Gemeinde Oberschauersberg, ab 1868 zum neuen Bezirk Wels-Land, ab 1875 zur Gemeinde Steinhaus.
1976 wurde die Taxlbergkirche renoviert, 1977 eine Zufahrtsstraße gebaut.
Nach jahrzehntelangem Planungsverfahren um die Welser Westspange im Streit um den Natur- und Lärmschutz im Aiterbachtal wurde hier die Unterflurtrasse Steinhaus/Taxlberg mit 2.330 m gebaut, und das Teilstück, das heute Teil der A8 Innkreis Autobahn ist, 2003 eröffnet. Anlässlich des Baues wurde die L1242, die vorher westlich über Schörgendorf zur L567 bei Aiterbach führte, rückgebaut, und über Taxlberg – Matzelsdorf – Steinhaus gelegt.
| Hzgt. Österr. | Hzgt. Österr. | Österr. o.d.Enns (EHzgt. Österr./Kthm. Österr./ Österr.- Ugrn.) | Österr. o.d.Enns (EHzgt. Österr./Kthm. Österr./ Österr.- Ugrn.) | Österr. o.d.Enns (EHzgt. Österr./Kthm. Österr./ Österr.- Ugrn.) | Österr. o.d.Enns (EHzgt. Österr./Kthm. Österr./ Österr.- Ugrn.) | Österr. o.d.Enns (EHzgt. Österr./Kthm. Österr./ Österr.- Ugrn.) | Bld. Oberösterreich (Rep. Österr.) | Bld. Oberösterreich (Rep. Österr.) | Bld. Oberösterreich (Rep. Österr.) | Bld. Oberösterreich (Rep. Österr.) | Bld. Oberösterreich (Rep. Österr.) | Bld. Oberösterreich (Rep. Österr.) |
| 1299          | 1467          | 1526                                                            | 1650                                                            | 1784                                                            | 1788                                                            | 1869                                                            | 1951                               | 1961                               | 1971                               | 1981                               | 1991                               | 2001                               |
| –             | –             | –                                                               | –                                                               | –                                                               | –                                                               | 206                                                             | 244                                | 198                                | 196                                | 209                                | 194                                | 192                                |
| 11            | 24            | 27                                                              | 29                                                              | 36                                                              | 35                                                              | 41                                                              | 40                                 | 44                                 | 44                                 | 46                                 | 52                                 | 52                                 |

Zeitreihe wohl spätestens ab 1951 nur für Gem. Steinhaus

## Sehenswürdigkeiten und Tourismus

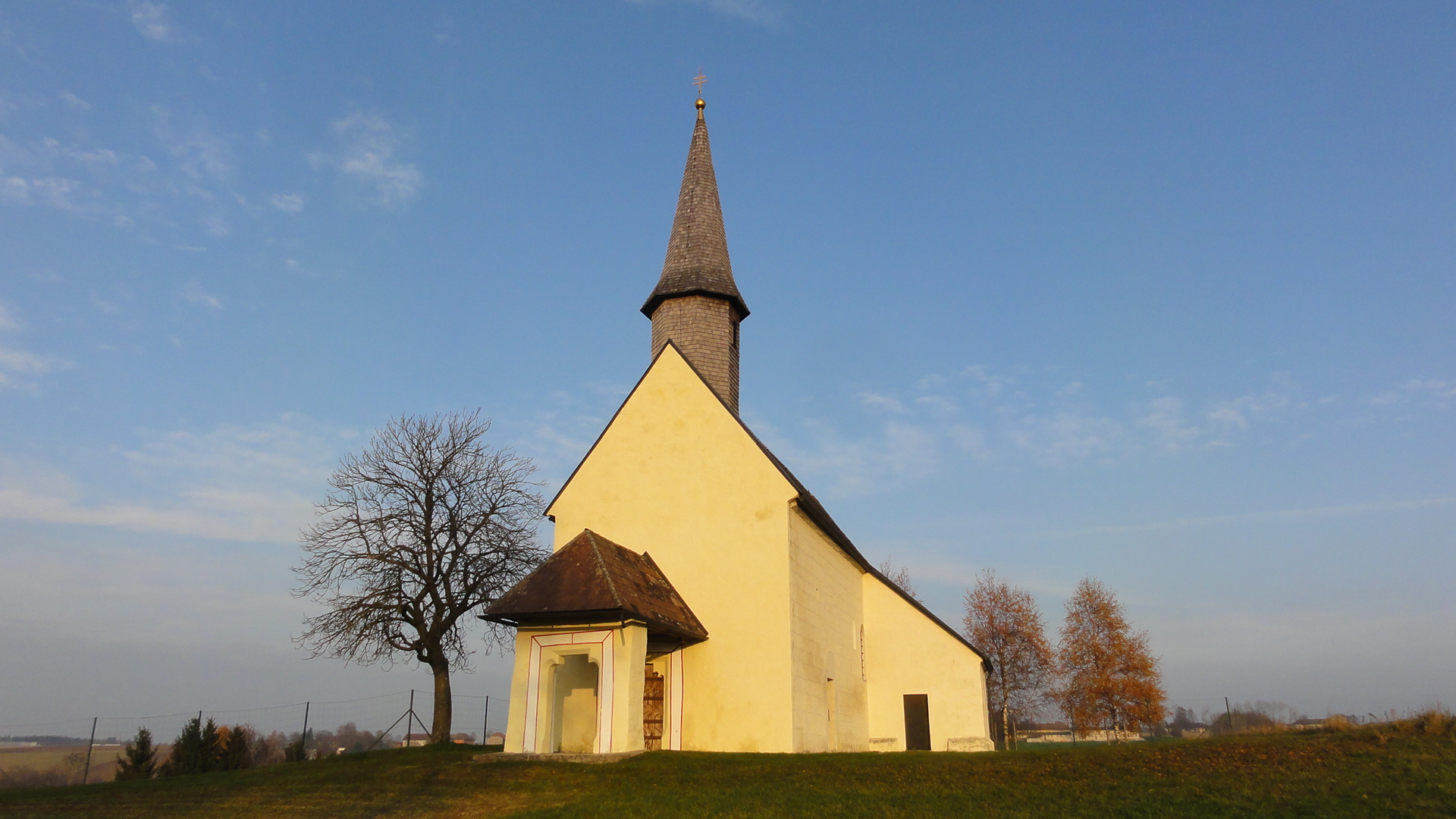
Die Filialkirche Taxlberg

- Filialkirche hl. Nikolaus (Nikolokirche, Taxlbergkirche):[1] romanische Kirche, steht mitsamt der ehemaligen Friedhofsfläche unter Denkmalschutz

Flurdenkmale:
- Leithenmayr-Kapelle beim Haus Leithenmayr beim Kreuz (Taxlberg 3, Quittner, bei Matzelsdorf): Votivkapelle ursprünglich von 1844, 1967 neu gebaut[8]
- Edelmüller-Kapelle bei der ehemaligen Edelmühle (Taxlberg 36, am Bach unterhalb des Orts, jüngst abgerissen): Errichtung unbekannt. gehört der ÖSAG, Zukunft ungewiss.[9]
- Kreuzsäule beim Listmairgut (Taxlberg 35, Hable): Stammt ursprünglich aus der Linzer Gegend.[10]
- Hüldner-Kreuz beim Hüldner (Taxlberg 8, Fellinger): Gedenkkreuz von 1846; zweiarmiges Steinkreuz[11]

An der L1242 passiert der Almtal-Radweg (R11), der von Schauersberg über Dambach heraufführt, und dann ab Linden am Riedel Richtung Eberstallzell weiterführt.